# Aquitânia

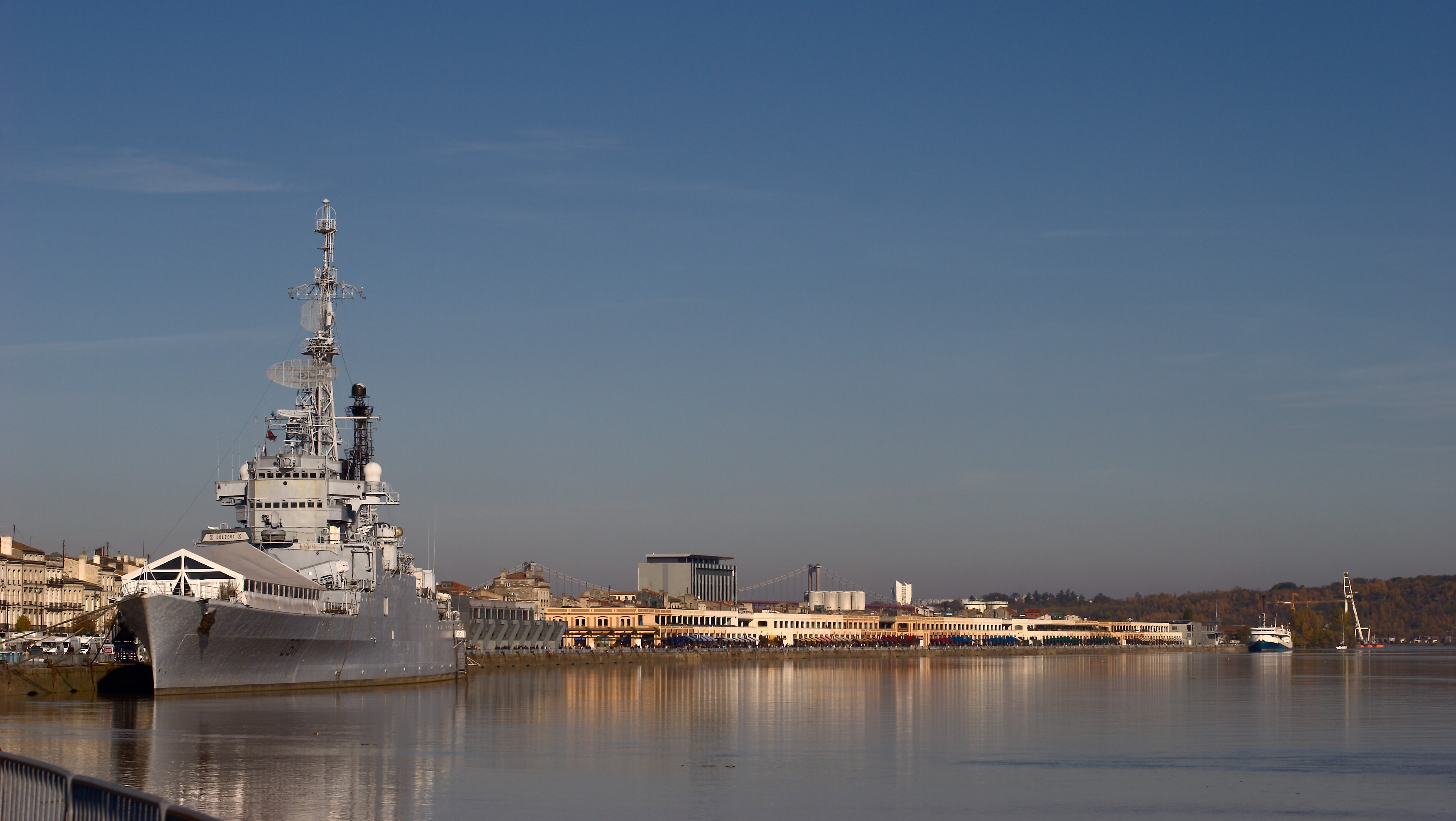
Bordéus e o rio Garona

A Aquitânia (em francês:  Aquitaine) foi até 2015 uma região administrativa do sudoeste de França, e que hoje integra a região da Nova Aquitânia. É limitada a oeste pelo Oceano Atlântico e a sul pela Espanha. Compreende os departamentos de Dordonha, Gironda, Landes, Lot e Garona e Pirenéus Atlânticos. Os gentílicos desta região são aquitânico, aquitano e aquitanense.

## História
Provavelmente o primeiro homem que chegou à Aquitânia foi o homem de Cro-Magnon mais ou menos há 40 mil anos. No paleolítico superior, os Aquitanos deixaram vários vestígios entre eles pinturas nas cavernas Lascaux e um busto chamado Vênus de Brassempouy ou Dama de Brassempouy. Do período neolítico são achados vestígios humanos pela presença de dólmens (espécies de túmulos) e pelos menires (monumentos em pedra).
Durante a conquista romana da Gália por Júlio César, a população que lá residia era chamada de ibérica pelo imperador romano. Na verdade eram os vascões, prováveis antepassados dos bascos. Não se sabe ao certo em que época eles começaram a habitar a região. A Aquitânia foi conquistada pelos romanos em 56 a.C. por Marco Licínio Crasso a mando de Júlio César. Sob o Império Romano faziam parte da Aquitânia o sudoeste da Gália dos Pirenéus ao vale do rio Loire incluindo Auvérnia. Saintes e Bordéus foram capitais da Gália Aquitânia.
Os visigodos chegaram a região em 412-413 vindos de Provença e da Itália pouco antes do início da Idade Média. A região foi posteriormente conquistada pelos Francos e finalmente estruturada como um ducado independente, Ducado da Aquitânia. Em 671, a Aquitânia conseguiu sua independência liderada pelo duque Lupe. O Duque da Aquitânia, Eudes, vence uma batalha contra os Sarracenos que invadiam a Aquitânia. Entre 742 e 743, os filhos de Carlos Martel fazem campanhas contra a Aquitânia.
Em 781, Carlos Magno (rei franco) nomeia seu filho, Luís I o Piedoso (aos três anos de idade) Rei da Aquitânia. Com a morte de Carlos Magno, Luís passa seu trono a seu filho, Pepino. Com a morte de Pepino, Luís nomeou outro filho (Carlos II, o Calvo) como rei mas com sua morte surgiu uma guerra pela sucessão do trono entre o filho de Pepino (Pepino II) e Carlos, o Calvo. A disputa só terminou em 860.
Em 877, a Aquitânia se dividiu em dois ducados: Gasconha e Aquitânia. Em 1058, eles se uniram novamente.
No século XII, a Duquesa Leonor da Aquitânia casou-se com o rei Luís VII de França com quem teve duas filhas. O casamento foi anulado com a alegação de laços de consanguinidade, causa frequente quando a nobreza queria desfazer um casamento, porque Leonor queria se casar novamente mas com o rival de Luís VII, o rei inglês Henrique II. Com a morte de Henrique II, seu filho Ricardo Coração de Leão assumiu o trono e o título de Duque de Aquitânia sempre ameaçado pelo seu irmão, João I de Inglaterra — o João Sem Terra — que não poupou esforços na tentativa de usurpar o trono enquanto o irmão lutava contra Saladino na Terceira Cruzada.
Com a morte de Ricardo, atingido por uma flecha numa batalha sem nenhuma importância, João tornou-se o Rei da Inglaterra assumindo também o Ducado de Aquitânia, contra a vontade dos seus opositores, que preferiam seu sobrinho Artur, filho de seu irmão Godofredo com Constance de Bretanha.
Um século mais tarde a França e a Inglaterra se enfrentaram na Guerra dos Cem Anos (1337–1453), quando o rei inglês Eduardo III (descendente da Dinastia Plantageneta e do rei Henrique II) reivindicou o trono de França. Com o fim da guerra, a Aquitânia passou a fazer parte definitivamente de França.

## Geografia
Área: 41 400 km² (7.6 % da superfície total de França).
População: 2 967 000 (4.97% da população total de França) (2002).
A região é banhada ao oeste pelo Oceano Atlântico (golfo da Biscaia ou da Gasconha) desde o estuário da Gironda até à desembocadura do rio Bidasoa (Costa da Prata). Ao sul, está atravessada pelos Pirenéus que a separa de Espanha (Aragão, Navarra e País Basco).
As cidades mais importantes da Aquitânia são: Bordéus (Bordeaux), Pau, Baiona (Bayonne), Agen, Mont-de-Marsan, Biarritz, Périgueux, Bergerac, Dax e Libourne.

## Economia
- Agricultura: cultivo de uvas é uma das principais produções da região.
- Indústrias:
  - Petróleo e gás natural são encontrados e produzidos na região.
  - Produção de vinhos: a produção dos famosos vinhos de Bordéus.
  - Aeroespacial

## Língua
Fala-se principalmente o francês. Alguns falam alíngua occitana (de origem românica), gascão (língua própria da Aquitânia) e euskera ou língua basca.

## Aquitanos famosos
- Maurice Ravel (1875-1937), compositor e pianista
- Francis Cabrel (1953-), cantor
- Pascal Obispo (1965-), cantor
- Michel de Montaigne (1533-1592), pensador e político
- Montesquieu (1689-1755), pensador e filósofo
- Papa Clemente V (1264-1314), Papa
- Henrique IV (1553-1610), Rei de França
- D. Jordan
- Leonor da Aquitânia (cerca 1122 - 1 de Abril 1204) foi Duquesa da Aquitânia e da Gasconha, Condessa de Poitiers e Rainha consorte de França e Inglaterra.
- São Vicente de Paulo
- Aymeric Laporte (1994-), jogador de futebol